# Campionato europeo femminile under 19 di calcio 2017
Il Campionato europeo femminile under 19 di calcio 2017 è stata la 20ª edizione, comprese le prime quattro giocate da formazioni Under-18, del torneo che, organizzato con cadenza annuale dall'Union of European Football Associations (UEFA), è riservato alle rappresentative nazionali di calcio femminile giovanili dell'Europa le cui squadre sono formate da atlete al di sotto dei 19 anni d'età, in questo caso dopo il 1º gennaio 1998.
La fase finale si è disputata in Irlanda del Nord, Regno Unito, dall'8 al 20 agosto 2017, riproponendo la formula della precedente edizione che vedeva ammesse otto squadre, con la nazionale del paese organizzatore qualificata direttamente. Inoltre, così come le precedenti edizioni disputate in anni dispari, il torneo funge anche da qualificazione al campionato mondiale femminile under 20 di calcio. Le prime quattro squadre del torneo si qualificano per l'edizione di Francia 2018 come nazioni rappresentanti della UEFA, oltre alla Francia che è automaticamente qualificata in qualità di paese ospitante.
La Spagna si è aggiudicata il torneo battendo in zona Cesarini nella finale del 20 agosto 2017 per 3-2 le avversarie della Francia, rimaste in dieci per espulsione negli ultimi minuti, mentre la migliore marcatrice è risultata la spagnola Patricia Guijarro con 5 reti realizzate, due delle quali in finale.

## Qualificazioni
La competizione fu disputata da 48 nazionali affiliate alla UEFA, con la nazionale nordirlandese qualificata automaticamente come paese ospitante e le altre 47 che si sono affrontate nella fase di qualificazione per la conquista dei sette posti rimanenti per la fase finale.
Le qualificazioni si sono svolte in due fasi, la fase di qualificazione, nell'autunno 2016, e la successiva fase élite disputata nella primavera 2017.

### Squadre qualificate
La seguente tabella riporta le otto nazionali qualificate per la fase finale del torneo:
| Nazionale        | Metodo di qualificazione        | fasi finali disputate | Ultima qualificazione | Migliore risultato nel torneo          |
| ---------------- | ------------------------------- | --------------------- | --------------------- | -------------------------------------- |
| Irlanda del Nord | Ospitante                       | 1                     | -                     | Debutto                                |
| Spagna           | Vincitrice Fase élite, Gruppo 1 | 12                    | 2016                  | Campione (2004)                        |
| Inghilterra      | Vincitrice Fase élite, Gruppo 2 | 12                    | 2015                  | Campione (2009)                        |
| Paesi Bassi      | Vincitrice Fase élite, Gruppo 3 | 7                     | 2016                  | Campione (2014)                        |
| Scozia           | Vincitrice Fase élite, Gruppo 4 | 5                     | 2014                  | Fase a gironi (2005, 2008, 2010, 2014) |
| Italia           | Vincitrice Fase élite, Gruppo 5 | 6                     | 2011                  | Campione (2008)                        |
| Germania         | Vincitrice Fase élite, Gruppo 6 | 14                    | 2016                  | Campione (2002, 2006, 2007, 2011)      |
| Francia          | Migliore 2ª Fase élite          | 13                    | 2016                  | Campione (2003, 2010, 2013, 2016)      |

## Fase a gironi
I definitivi abbinamenti degli incontri del torneo vennero stabiliti il 22 giugno 2017.
Le nazionali classificate al primo e al secondo posto di ciascuno dei due gruppi, oltre a qualificarsi alla fase ad eliminazione diretta acquisiranno il diritto a partecipare al campionato mondiale Under-20 di Francia 2018.
In caso di parità di punti tra due o più squadre di uno stesso gruppo, le posizioni in classifica verranno determinate prendendo in considerazione, nell'ordine, i seguenti criteri:
1. maggiore numero di punti negli scontri diretti tra le squadre interessate (classifica avulsa);
2. migliore differenza reti negli scontri diretti tra le squadre interessate (classifica avulsa);
3. maggiore numero di reti segnate negli scontri diretti tra le squadre interessate (classifica avulsa);
4. se, dopo aver applicato i criteri dall'1 al 3, ci sono squadre ancora in parità di punti, i criteri dall'1 al 3 si riapplicano alle sole squadre in questione. Se continua a persistere la parità, si procede con i criteri dal 5 al 9;
5. migliore differenza reti;
6. maggiore numero di reti segnate;
7. calci di rigore se le due squadre sono a parità di punti al termine dell'ultima giornata;
8. classifica del fair play;
9. sorteggio.

### Gruppo A
| Pos. | Squadra          | Pt | G | V | N | P | GF | GS | DR  |
| ---- | ---------------- | -- | - | - | - | - | -- | -- | --- |
| 1.   | Germania         | 9  | 3 | 3 | 0 | 0 | 11 | 0  | +11 |
| 2.   | Spagna           | 6  | 3 | 2 | 0 | 1 | 3  | 2  | +1  |
| 3.   | Scozia           | 1  | 3 | 0 | 1 | 2 | 1  | 5  | -4  |
| 4.   | Irlanda del Nord | 1  | 3 | 0 | 1 | 2 | 1  | 9  | -8  |

| Arbitro: | Olga Tereshko |

|  |           |                                |
|  | Marcatori | 19’ Gwinn 39’ Rieke 79’ Memeti |

| Arbitro: | Justina Lavrenovaite |

|  |           |                         |
|  | Marcatori | 30’ García 53’ Guijarro |

| Arbitro: | Barbara Poxhofer |

|                        |           |  |
| Graf 25’ Orschmann 66’ | Marcatori |  |

| Arbitro: | Marte Sørø |

|              |           |            |
| McDaniel 85’ | Marcatori | 46’ Hanson |

| Arbitro: | Silvia Domingos |

|                                                         |           |  |
| Bühl 6’, 25’ Rieke 28’ Kögel 58’ Siems 62’ Gerhardt 86’ | Marcatori |  |

| Arbitro: | Petra Pavlikova |

|              |           |  |
| Guijarro 55’ | Marcatori |  |

### Gruppo B
| Pos. | Squadra     | Pt | G | V | N | P | GF | GS | DR |
| ---- | ----------- | -- | - | - | - | - | -- | -- | -- |
| 1.   | Paesi Bassi | 7  | 3 | 2 | 1 | 0 | 7  | 3  | +4 |
| 2.   | Francia     | 6  | 3 | 2 | 0 | 1 | 7  | 3  | +4 |
| 3.   | Inghilterra | 3  | 3 | 1 | 0 | 2 | 2  | 4  | -2 |
| 4.   | Italia      | 1  | 3 | 0 | 1 | 2 | 5  | 11 | -6 |

| Arbitro: | Marte Sørø |

|                 |           |                |
| Serturini 90+1’ | Marcatori | 52’, 76’ Allen |

| Arbitro: | Petra Chudá |

|  |           |                            |
|  | Marcatori | 10’ Pelova 22’ (aut.) Piga |

| Arbitro: | Olga Tereshko |

|              |           |                                                                     |
| Serturini 9’ | Marcatori | 35’ Kradjov 38’, 58’ Bourdieu 69’ Ollivier 72’ Laurent 90+2’ Gavory |

| Arbitro: | Silvia Domingos |

|                        |           |  |
| Nouwen 11’ Smits 45+3’ | Marcatori |  |

| Arbitro: | Barbara Poxhofer |

|                                           |           |                                              |
| Kalma 25’ Nouwen 34’ (rig.) Weerden 90+4’ | Marcatori | 7’ (aut.) Nouwen 66’ Regazzoli 83’ Serturini |

| Arbitro: | Justina Lavrenovaite |

|  |           |              |
|  | Marcatori | 88’ Boussaha |

## Fase a eliminazione diretta

### Tabellone
|  | Semifinali | Semifinali  | Semifinali |        |    | Finale  | Finale | Finale |  |
|  |            |             |            |        |    |         |        |        |  |
|  | A1         | Germania    | 1          |        |    |         |        |        |  |
|  | A1         | Germania    | 1          |        |    |         |        |        |  |
|  | B2         | Francia     | 2          |        |    |         |        |        |  |
|  | B2         | Francia     | 2          |        | A1 | Francia | 2      |        |  |
|  |            |             |            |        | A1 | Francia | 2      |        |  |
|  |            |             | B1         | Spagna | 3  |         |        |        |  |
|  | B1         | Paesi Bassi | B1         | Spagna | 3  | 2       |        |        |  |
|  | B1         | Paesi Bassi |            |        |    |         |        |        |  |
|  | A2         | Spagna      | 3          |        |    |         |        |        |  |

### Play-off per la qualificazione al Mondiale Under-20
Vincitore qualificazione al campionato mondiale femminile under 20 di calcio 2018.
| Arbitro: | Petra Chudá |

|  |           |                     |
|  | Marcatori | 28’ Cross 50’ Rouse |

### Semifinali
| Arbitro: | Justina Lavrenovaite |

|                      |           |                                  |
| Pelova 48’ Smits 85’ | Marcatori | 47’ García 68’ Oroz 77’ Guijarro |

| Arbitro: | Silvia Domingos |

|          |           |                         |
| Bühl 40’ | Marcatori | 70’ Thibaud 73’ Laurent |

### Finale
| Arbitro: | Volha Tsiareshka |

|                         |           |                                |
| Bourdieu 4’ Laurent 71’ | Marcatori | 18’, 90’ Guijarro 85’ Egurrola |

## Statistiche

### Classifica marcatrici
5 reti
- Patricia Guijarro

3 reti
- Mathilde Bourdieu
- Emelyne Laurent
- Klara Bühl
- Annamaria Serturini

2 reti
- Georgia Allen
- Annalena Rieke
- Aniek Nouwen
- Victoria Pelova
- Joëlle Smits
- Lucía García

1 reti
- Lina Boussaha
- Christy Gavory
- Catherine Karadjov
- Julie Thibaud
- Agathe Ollivier
- Zoe Cross
- Mollie Rouse
- Anna Gerhardt
- Luca Maria Graf
- Giulia Gwinn
- Kristin Kögel
- Ereleta Memeti
- Dina Orschmann
- Caroline Siems
- Alice Regazzoli
- Fenna Kalma
- Ashleigh Weerden
- Louise McDaniel
- Kirsty Hanson
- Damaris Egurrola
- Maite Oroz

Autoreti
- Julie Piga (in favore dei Paesi Bassi)
- Aniek Nouwen (in favore dell'Italia)